# Spot (productor)
Glenn Michael Lockett (Los Ángeles, California, 1 de julio de 1951-Sheboygan, Wisconsin, 4 de marzo de 2023), más conocido como Spot, fue un productor discográfico estadounidense conocido por ser el productor de la casa e ingeniero del influyente sello discográfico punk independiente SST Records. Él diseñó su nombre SPʘT, usando todas las letras mayúsculas y agregando un punto dentro de la O.

## Primeros años
Glenn Michael Lockett nació en el área de Los Ángeles de madre caucásica (apellido de soltera Katz) y padre afroamericano el 1 de julio de 1951. Con su hermana mayor, Cynthia, se crio en la clase media alta de Hollywood. El padre de Lockett, Claybourne, conocido como Buddy por sus amigos soldados, había sido piloto de caza en el Escuadrón de caza número 100 en la Segunda Guerra Mundial, una formación totalmente negra que formaba parte de los aviadores de Tuskegee. Lockett se mudó de Hollywood a Hermosa Beach a mediados de la década de 1970, donde conoció a Greg Ginn mientras trabajaba en un restaurante vegetariano llamado Garden of Eden. Lockett también trabajó como autónomo para Easy Reader, escribiendo reseñas de discos bajo el nombre de Spot.
Al hacerse amigo de Ginn, Spot fue brevemente el bajista de Panic, la banda que pronto se convertiría en Black Flag.

## Carrera
Spot grabó, mezcló, produjo o coprodujo la mayoría de los actos fundamentales de SST entre 1979 y 1986. Está acreditado en álbumes de bandas tan notables como Black Flag, Minutemen, Mood of Defiance, Meat Puppets, Hüsker Dü, Saint Vitus, Misfits ( Earth AD /Sangre de lobo ) y Descendientes . Después de dejar SST en 1986, Spot se mudó a Austin, Texas.
Spot fue un fotógrafo consumado y publicó un libro de su trabajo titulado Sounds of Two Eyes Opening. En 2018, se montó una galería que muestra sus fotografías en Pacific Coast Gallery en Hermosa Beach.

### Discografía de producción e ingeniería
- Black Flag - Jealous Again EP (agosto de 1980)[2]
- Descendientes - EP gordo (1981)
- Black Flag - Six Pack EP (junio de 1981)
- Minutemen - The Punch Line EP (noviembre de 1981)[2]
- Black Flag - Damaged (diciembre de 1981)[2]
- Saccharine Trust - Paganicons (diciembre de 1981)
- Big Boys - Fun, Fun, Fun (julio de 1982)
- Descendents: Milo (septiembre de 1982)[2]
- Minutemen - Bean-Spill EP (1982)
- Meat Puppets - Meat Puppets (1982)
- Hüsker Dü - Everything Falls Apart (enero de 1983)[8]
- Minutemen - What Makes a Man Start Fires? (enero de 1983)[2]
- Big Boys - Lullabies Help the Brain Grow (julio de 1983)
- Hüsker Dü - Metal Circus (octubre de 1983)[8]
- Minutemen - Buzz or Howl Under the Influence of Heat EP (noviembre de 1983)[2]
- Misfits - Earth AD / Wolfs Blood (diciembre de 1983)[2]
- Saint Vitus - Saint Vitus (enero de 1984)[2]
- Black Flag - My War (marzo de 1984)[2]
- Meat Puppets - Meat Puppets II (abril de 1984)[9]
- Hüsker Dü - Zen Arcade (julio de 1984)[2]
- Black Flag - Family Man (septiembre de 1984)
- Black Flag - Slip It In (diciembre de 1984)
- Saccharine Trust - Surviving You, Always (1984)[9]
- Hüsker Dü - New Day Rising (enero de 1985)
- Meat Puppets - Up on the Sun (marzo de 1985)[8]
- Saint Vitus - Hallow's Victim (agosto de 1985)
- Saint Vitus - The Walking Dead EP (octubre de 1985)
- The Crucifucks - The Crucifucks (1985)

## Muerte
Spot murió el 4 de marzo de 2023 en Morningside Healthcare en Sheboygan, Wisconsin, donde se recuperaba de un derrame cerebral que había sufrido tres meses antes. Sufría de fibrosis desde finales de 2021 y estaba esperando un trasplante de pulmón antes de sufrir un derrame cerebral.